# 堺呼気検査拒否事件
堺呼気検査拒否事件（さかいこきけんさきょひじけん）は、自動車を公道で運転する者が警察によるアルコール呼気検査を拒否した場合に刑事罰を課すことが日本国憲法第38条の自己負罪拒否特権に違反しないかが争われた、日本の訴訟。

## 概要
1995年5月2日に大阪府堺市内でトラックを運転中の30歳代の男Xが、警察官から道路交通法第67条第2項に基づく呼気検査を求められて拒否したことで、道路交通法の呼気検査拒否罪で起訴された。それ以外にもXについて酒気帯び運転1件と無免許かつ酒気帯び運転2件についても併せて刑事訴訟の対象となった。
1995年12月15日に大阪地方裁判所はいずれの訴因についても有罪としてXに懲役4か月罰金3万円の有罪判決を言い渡した。Xは控訴したが、1996年5月7日に大阪高等裁判所は控訴を棄却した。Xは被検査者が任意の呼気検査に応じないにもかかわらず、刑罰をもって呼気検査を強制することは、自己に不利益な供述を強要することと異なるところはないから、警察官が求める呼気検査に応じなかった者を処罰する道路交通法は日本国憲法第38条第1項に違反するとして最高裁判所に上告した。
1997年1月30日に最高裁は「呼気検査は酒気帯び運転等を防止する目的で体内のアルコールの程度を調査するもので、供述を得ようとするものではなく、検査を拒んだ者を処罰することは憲法に違反しない」として違憲の主張を退けて上告を棄却し、Xの有罪が確定した。